# Kohgiluyeh och Buyer Ahmad
Kohgiluyeh och Buyer Ahmad (persiska: كهگيلويه و بويراحمد), alternativt Kohgiluyeh och Boyer Ahmad, är en provins i västra Iran. Den hade 713 052 invånare (2016), på en yta av 15 504 km². Administrativ huvudort är Yasuj.

## Administrativ indelning
Provinsen Kohgiluyeh och Buyer Ahmad var vid folkräkningen 2016 indelad i åtta delprovinser (shahrestan), i sin tur indelade på ytterligare administrativa nivåer.
- Bahmai
- Basht
- Buyer Ahmad
- Cheram
- Dena
- Gachsaran
- Kohgiluyeh
- Landeh